# Ernest Feydeau
Pour les articles homonymes, voir Feydeau (homonymie).
Ernest-Aimé Feydeau, né le 16 mars 1821 à Paris 1er et mort le 29 octobre 1873 à Paris 8e, est un archéologue, écrivain, courtier en bourse et directeur de journaux français.

## Biographie
Ernest Feydeau est le fils de Thome Feydeau, ancien officier des armées napoléoniennes, qui eut également un autre fils : Alfred-Louis Feydeau (1823-1891). Marié en premières noces, le 8 juin 1847, à la fille d’Adolphe Blanqui, Inès-Octavie (morte le 18 octobre 1859 à Paris, à 32 ans), il se remarie le 30 janvier 1861 à Paris avec une Polonaise considérée par la « bonne société » comme une femme galante : Léocadie Boguslawa Zelewska (1838, Varsovie - 1924, Neuilly-sur-Seine), fille de Boguslaw Zelewski et de Louise Rytterband, nièce du vicomte de Calonne chez qui le futur couple s'est rencontré.

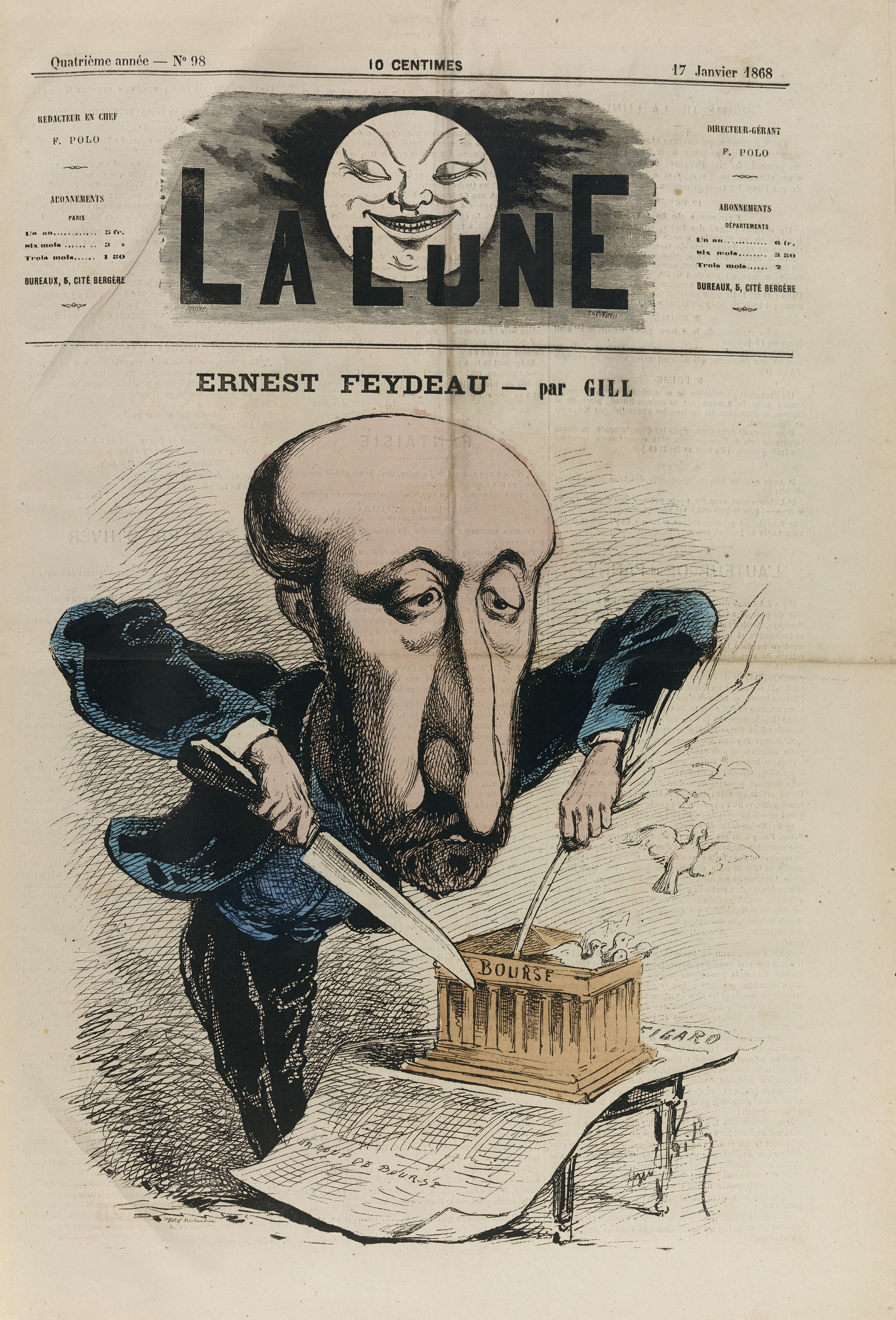
Caricature d'Érnest Feydeau par André Gill en 1868.

De ce mariage, naissent deux enfants : Georges et Valentine, née en novembre 1866, comme l'indique la correspondance de Flaubert avec Ernest Feydeau.
Il s’occupe d’abord de bourse, mais il mord bientôt à la poésie, avec les Nationales et à l’histoire archéologique par son Histoire générale des usages funèbres et des sépultures des peuples anciens.
Alléché par le succès de Madame Bovary de son ami Flaubert, il se lance dans le roman de mœurs légères et se fait une grande notoriété comme romancier, en poussant les situations et les descriptions scabreuses aussi loin que le permettaient les mœurs de son époque. Il est notamment passé à la postérité grâce à son roman Fanny publié en 1858 : roman sur l’adultère parisienne, comme Bovary l’était de la normande, et la jalousie qui a connu un succès de scandale et été reconnu comme un triomphe du genre réaliste, annonciateur du naturalisme.

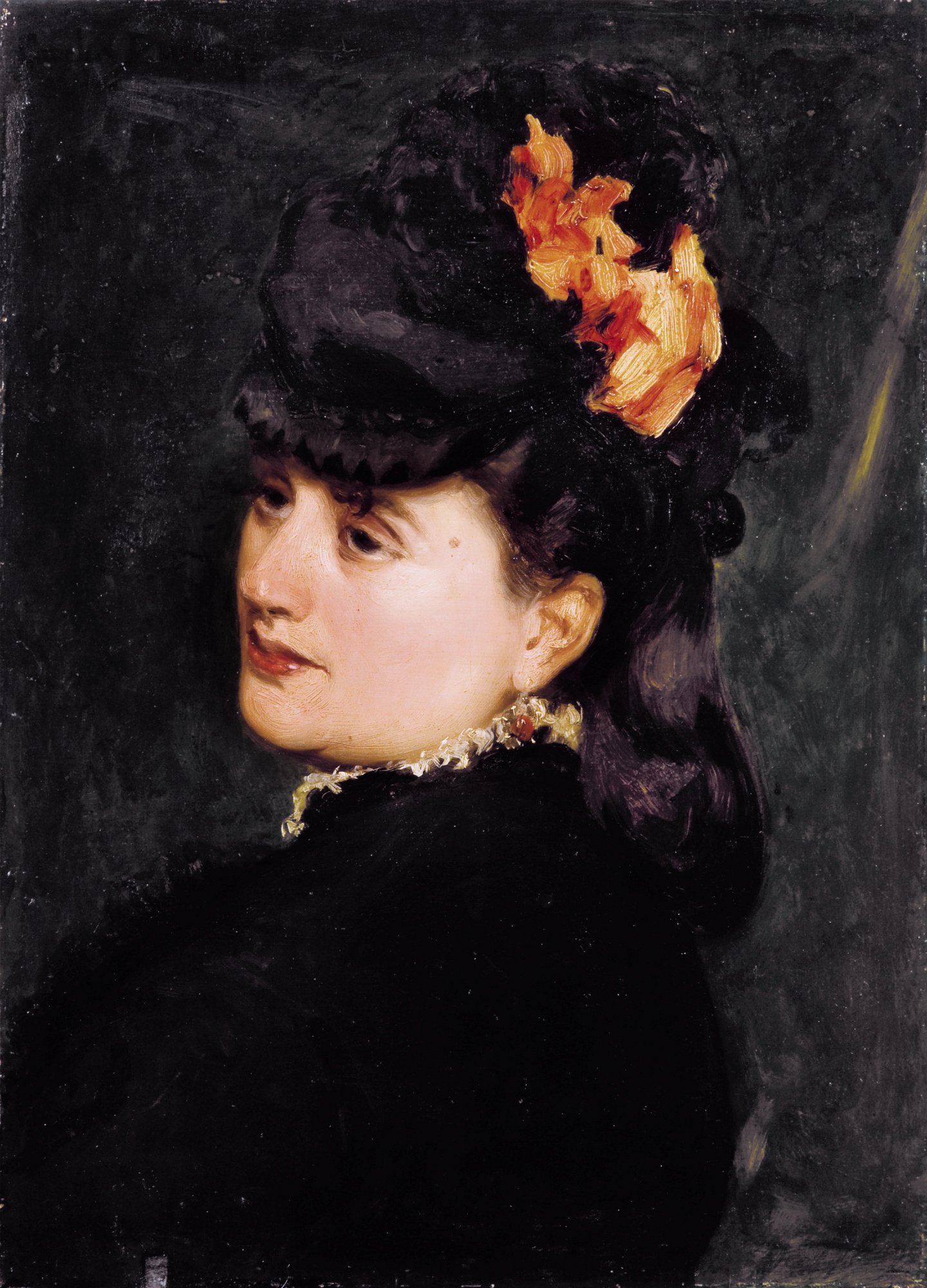
Madame Feydeau de Carolus-Duran, av. 1873.

Fin 1864, cherchant à entrer en politique, il fonde un journal, L'Époque, sur le modèle du Times de Londres, dont il est le rédacteur en chef et le propriétaire, avant de le rendre à Frédérick Terme, le 14 juin 1866.
Feydeau écrivit aussi Mémoires d'un coulissier, ouvrage de souvenirs paru en 1873, dont s'est inspiré Émile Zola pour L'Argent, et qui fut pour lui une importante source d'informations sur la Bourse.
Il comptait parmi ses amis Gustave Flaubert et Théophile Gautier, et aussi les frères Goncourt qui le citent à plusieurs reprises, et le visitent alors qu'il est paralysé à la suite d'une attaque. Il est le père de Diane-Valentine (future amie de Colette), du dramaturge Georges Feydeau, et l'arrière-grand-père d’Alain Feydeau.
Toutefois, le Paris de la médisance dit qu'il n'aurait le titre de père qu'en mari complaisant. Il aurait laissé sa très belle femme Léocadie Bogaslawa Zelewska fréquenter le duc de Morny. Cependant, une autre paternité est attribuée à Louis-Napoléon Bonaparte, d'après les aveux qu'aurait faits Georges Feydeau en 1919, selon une histoire que sa mère lui aurait révélée.
À demi-paralysé, depuis un AVC subi quelques années auparavant, il meurt désargenté le 29 octobre 1873 d'une rupture d'anévrisme. À l’issue de ses obsèques à l'église Saint-Augustin, il est inhumé au cimetière de Montmartre dans la même tombe que son fils et sa première épouse. Sa veuve convole en secondes noces avec Henry Fouquier en 1876. Elle est enterrée au cimetière de Passy. La rue Feydeau n'est pas liée à sa famille, mais à la famille Feydeau.

## Publications partielles
- Les Nationales : poésies, Paris, Ledoyen, 1844, 271 p., in-8º (ISBN 978-2-01-354810-6, lire en ligne sur Gallica).
- Histoire des usages funèbres et des sépultures des peuples anciens (ill. Alfred Feydeau et Nicolas-Auguste Leisnier), Paris, Gide et J. Baudry, août 1856, 1re éd., 494 p. (lire en ligne).
- Fanny (préf. Jules Janin), Paris, Amyot, 1858, xvi-248 p., in-18 (lire en ligne sur Gallica).
- Les Quatre Saisons : études d’après nature, Paris, Amyot, 1860, 215 p., pl. : ill. ; in-18 (OCLC 981483959, lire en ligne sur Gallica).
- Alger, Paris, Michel Lévy Frères, 1862.
- Monsieur de Saint-Bertrand, Paris, Michel Lévy Frères, Paris, 1863.
- Le Mari de la danseuse, Paris, Michel Lévy frères, 1863, 392 p., in-18 (lire en ligne sur Gallica).
- Le Secret du bonheur, Paris, Michel Lévy Frères, 1864, t. 1 sur Gallica, t. 2 sur Gallica.
- La Comtesse de Chalis, Paris, Michel Lévy Frères, 1868.
- Théophile Gautier : souvenirs intimes, Paris, E. Plon, 1874, 353 p., front. : portr. ; in-18 (OCLC 1434608007, lire en ligne sur Gallica).
- Souna. Mœurs arabes, Paris, Calmann Lévy, 1876.
- Mémoires d'une demoiselle de bonne famille, Bruxelles, Société des bibliophiles, Henry Kistemaeckers, 1877. Réédité en 1878 à Leipzig sous le titre Souvenirs d'une cocodette.

## Éditions récentes
- Théophile Gautier, souvenirs intimes, Ides et Calendes, 2000.
- Fanny, éd. Éléonore Roy Reverzy, Honoré Champion, 2001.
- Alger, Bouchène, 2003.
- Souvenirs d'une cocodette, écrits par elle-même, éd. Jérôme Solal, Mille et une nuits, 2007.
- Daniel, éd. Thierry Poyet, Paris, Kimé, 2017.
- Maxime Du Camp, Théophile Gautier, suivi de Théophile Gautier, souvenirs intimes par Ernest Feydeau, éd. Thierry Poyet, Lyon, Palimpseste, 2020.